# Wokha (stad)
Wokha is een dorp in het district Wokha van de Indiase staat Nagaland. 

## Demografie
Volgens de Indiase volkstelling van 2001 wonen er 37.696 mensen in Wokha, waarvan 54% mannelijk en 46% vrouwelijk is. De plaats heeft een alfabetiseringsgraad van 80%. 